# Auto-polo

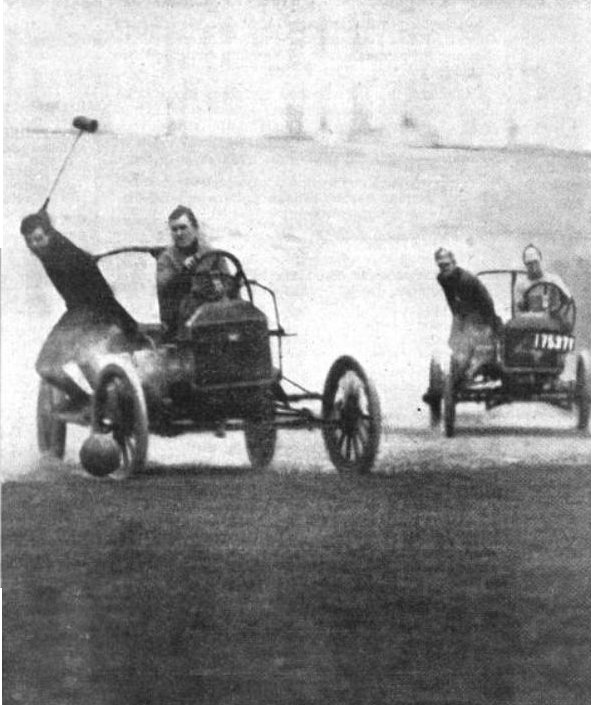
Scène de poursuite en 1913.

L'auto-polo (ou auto polo) est un sport similaire au polo, joué sur des automobiles au lieu de chevaux. Inventé au début du XXe siècle aux États-Unis, il y connaît son apogée pendant les décennies 1910 et 1920, avant de décliner rapidement dans les années 1930.

## Histoire

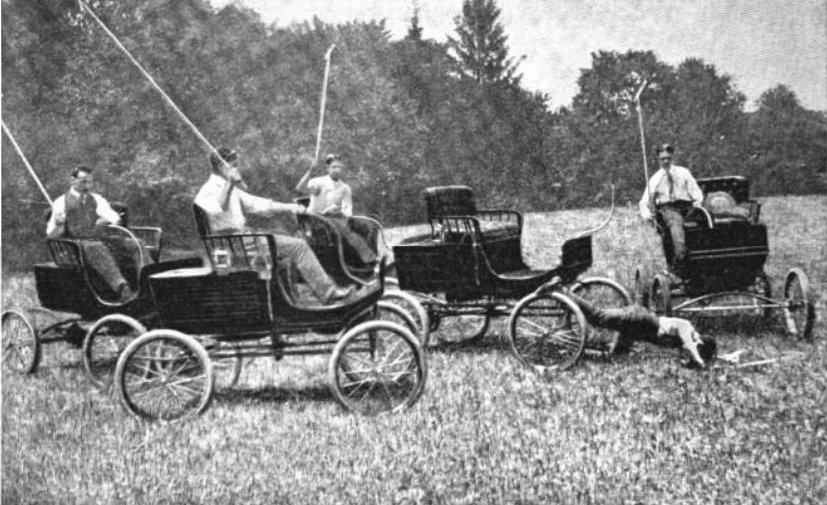
Démonstration du club de polo de Dedham en 1902.

La première démonstration d'auto-polo a lieu à Boston en 1902, à l'initiative d'un membre du club de polo de Dedham, Joshua Crane, qui est aussi un pilote automobile expérimenté. Dans cette toute première forme du jeu, chaque automobile emporte un unique joueur, qui pilote d'une main et assure de l'autre le maniement du maillet. La presse relève la rapidité d'action que permettent les petites voitures utilisées, capables sur très courte distance d'atteindre soixante kilomètres à l'heure, aussi bien que de s'arrêter complètement. En 1908, la sortie de la Ford T met à disposition un véhicule à la fois économique, léger et résistant, qui gagne la faveur des joueurs.
Le sport suscite au cours des années suivantes un large écho médiatique, et sa pratique se répand aux États-Unis. Les clubs se multiplient, de même que les matchs-exhibitions à l'occasion des foires, des évènements sportifs ou des spectacles de cirque. En 1913, une équipe de Wichita se rend en Grande-Bretagne pour une démonstration devant le roi George V : le succès est suffisant pour qu'une tournée européenne de quinze jours soit organisée. Cependant, la popularité de l'auto-polo décline dans les années 1930 qui voient le public se tourner vers d'autres sports automobiles, comme l'auto-rodéo.

## Règles et équipements

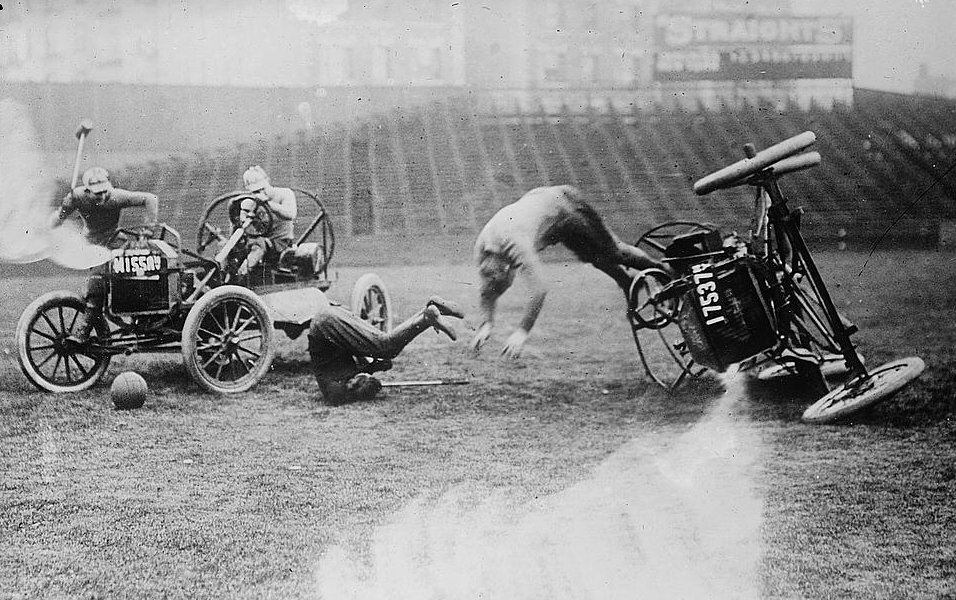
Des arceaux assurent une certaine protection en cas de tonneau (v. 1910-1915).

Tout en restant proches de celles du polo, les règles du sport évoluent au cours de son développement. Les dimensions du terrain sont en moyenne de cent mètres sur quarante. À chaque extrémité, l'en-but est matérialisé par deux poteaux, espacés d'environ cinq mètres.
En 1913, un match se déroule couramment en cinq périodes de dix minutes, séparées par des temps de repos de cinq minutes. Chaque équipe est composée d'une ou deux automobiles, le plus souvent des Ford T. À bord de chaque voiture se trouvent le conducteur et un joueur équipé d'un maillet, avec lequel il doit envoyer la balle — de la taille d'un ballon de basket — entre les poteaux adverses. L'arbitre, qui se déplace à pied, décide des temps morts nécessaires à la reprise du jeu après les collisions. En cas de tonneau, il revient aux occupants du véhicule de s'en extraire et de le remettre à l'endroit.
Les  voitures sont spécialement gréées contre les chocs. Rapidement, les préoccupations de sécurité conduisent à les équiper de ceintures et d'arceaux de protection rudimentaires.

## Facteurs de popularité et de déclin

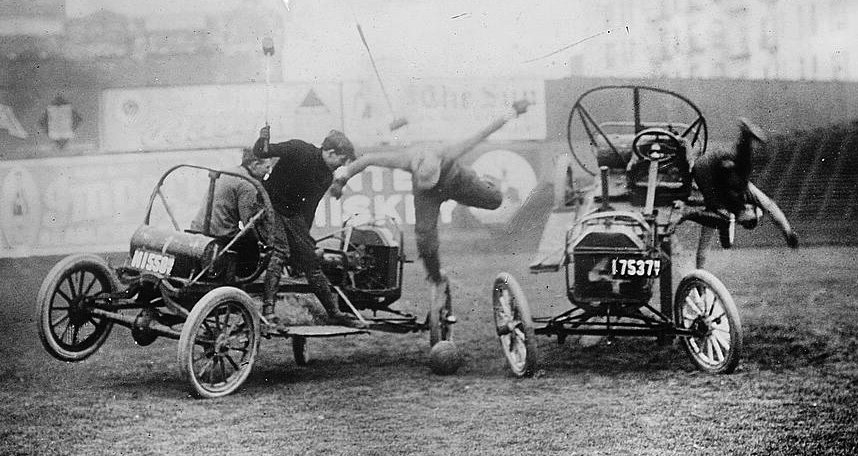
Les participants étaient fréquemment éjectés de leur véhicule (v. 1910-1915).

Si l'action et la vitesse, sources de sensations fortes, ont un rôle reconnu dans la popularité de ce sport, l'agressivité du jeu, voire sa violence — l'objectif de neutraliser l'équipe adverse pouvait passer avant celui de marquer des buts — y ont également contribué. Les dimensions du terrain, moins grandes que celles requises pour le polo, en facilitant l'organisation de matchs auxquels on pouvait assister à couvert, offraient des possibilités de confort qui ont aussi compté dans l'attrait des spectateurs.
Cependant, identifié dès ses débuts comme dangereux et coûteux — et, à ce double titre, comme typiquement américain par la presse d'outre-Atlantique —, l'auto-polo souffrit probablement dans son développement du niveau élevé de dépenses qu'entraînait la fréquence des accidents et des blessures. En lui ôtant l'attrait de la nouveauté et de la singularité, la banalisation de l'automobile et la diversification des sports mécaniques participèrent aussi à son déclin.